# Princesa Katharina de Hohenlohe-Waldenbourg-Schillingsfürst
La princesa Katharina Wilhelmine Maria Josepha de Hohenlohe-Waldenburg-Schillingsfürst, nescuda el 19 de gener de 1817 i morta el 15 de febrer de 1893, va ser membre de la casa de Hohenlohe-Waldenburg-Schillingsfürst de naixement i membre de la casa de Hohenzollern-Sigmaringen i essent la princesa consort de Hohenlohe-Waldenburg-Schillingsfürst. Sigmaringen per matrimoni.

## Primers anys de vida
La princesa Catarina va ser l'única filla de Carles Albert III, príncep de Hohenlohe-Waldenburg-Schillingsfürst (1776–1843) i del seu segon matrimoni amb la princesa Leopoldine zu Fürstenberg (1791–1844). Després de la separació dels seus pares va viure amb la seva mare a Donaueschingen .

## Matrimonis
L'any 1838 es va casar amb Franz Erwin, comte von Ingelheim genannt Echter von und zu Mespelbrunn (1812-1845); el matrimoni no va tenir fills. Després de la mort del seu primer marit, es va casar el 1848 amb Carles, príncep de Hohenzollern-Sigmaringen com a segona esposa. Carles era vidu de la princesa Maria Antonieta Murat, neboda de Joachim Murat, rei de les Dues Sicílies, de qui ja tenia quatre fills. Per a Katharina, aquest segon matrimoni tampoc va tenir fills.

## Viudetat
Després de la mort del seu segon marit Carles, Katharina va entrar com a novicia al convent de Sant'Ambrogio della Massima a Roma. Va fer una queixa on s'havia desenvolupat un culte a la personalitat respecte a una de les germanes. Aleshores es va posar greument malalta. Convençuda que estava essent enverinada, va aconseguir comunicar-se amb el seu cosí, Gustav Adolf, cardenal príncep d'Hohenlohe-Schillingsfürst, que la va treure immediatament del convent i la va portar a la seva finca, la Vila d'Este a Tívoli, per recuperar-se. Allà va ser presentada al monjo benedictí Maurus Wolter . La princesa va confiar al monjo, que li va ordenar que ho comuniqués al Sant Ofici. Això va posar en marxa una investigació, durant la qual van sortir a la llum una sèrie d'irregularitats al convent.
L'any 1860 Von Hohenzollern va demanar al Maurus i al seu germà Ernst, també benedictí, que l'acompanyessin en un pelegrinatge a Terra Santa. La princesa va simpatitzar amb les seves opinions per a la restauració de la vida monàstica a Alemanya, i va tenir els recursos polítics i financers per ajudar en aquesta tasca. L'any següent, van rebre el permís del seu abat a l'abadia de Sant Pau Extramurs per fundar una casa filla a Alemanya. El 1863, els Wolter van establir una abadia al lloc d'un antic monestir agustí a les terres de Hohenzollern a Beuron .